# 道萊縣
道萊縣（西班牙語：Cantón Daule），是厄瓜多爾的縣份，位於該國中部，由瓜亞斯省負責管轄，始建於1824年6月24日，面積475平方公里，海拔高度58米，2010年人口120,326，人口密度每平方公里253.32人。